# Società Anonima Autostrade
La Società anonima autostrade era una azienda italiana che operava nel settore della gestione in concessione di tratti autostradali. È stata la prima società autostradale italiana.

## Storia
Era stata fondata nel 1921 da Piero Puricelli per costruire l'autostrada dei Laghi, che avrebbe collegato Milano, Varese e Como. Nel 1923 il Ministero dei lavori pubblici gli affida la concessione, la costruzione e l'esercizio della futura autostrada. Il tratto Milano-Varese fu aperto nel 1924 e nel 1925 venne aperta la Lainate-Como.
A causa della crisi finanziaria del 1929 e a causa delle errate previsioni di transito dei veicoli (si prevedevano 1000 transiti giornalieri, mentre nel 1925 erano 800), nel 1933 l'IRI revoca la concessione alla Società anonima autostrade e la affida all'Azienda autonoma statale della strada.

## Fonti
- Storia di Milano, su storiadimilano.it.
- Articolo del Corriere della Sera, su archiviostorico.corriere.it.